# Sud Mennucci (São Paulo)
Sud Mennucci é um município brasileiro no interior do estado de São Paulo. Sua população estimada em 2024 pelo IBGE era de 7 466 habitantes. O município é formado pela sede e pelo distrito de Bandeirantes d'Oeste.

## Toponímia
O nome do município é um homenagem ao educador, geógrafo, sociólogo, jornalista e escritor Sud Mennucci (1892-1948).

## História

### Formação territorial-administrativa
Histórico da formação do município:
- Distrito criado com sede no povoado de Bacuri, no município de Pereira Barreto, pela Lei nº 233, de 24/12/1948.
- Município criado pela Lei nº 5.285, de 18/02/1959.

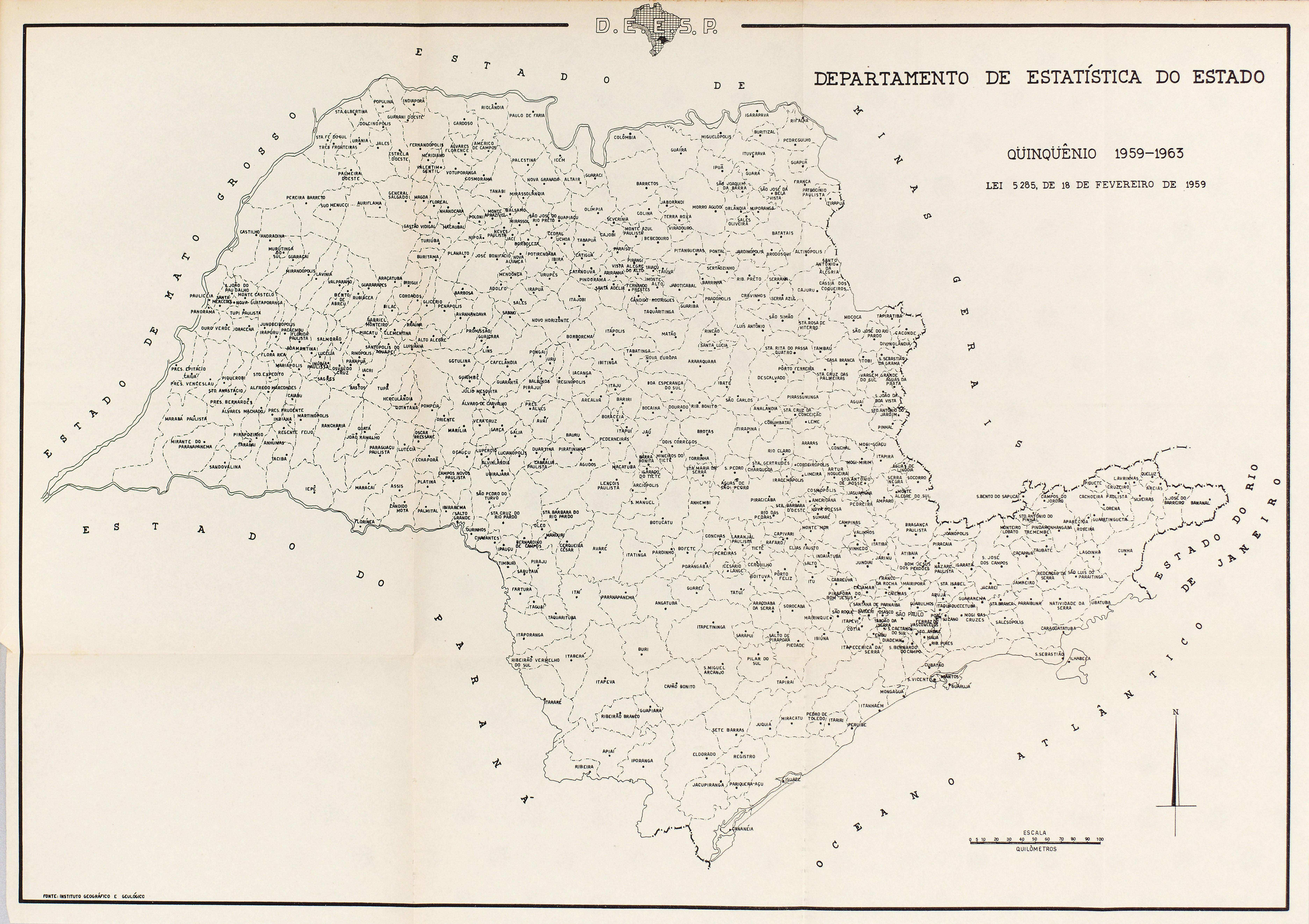
Mapa do estado de São Paulo (1959).

## Geografia
Localiza-se a uma latitude 20º41'27" sul e a uma longitude 50º55'26" oeste, estando a uma altitude de 386 metros, a uma distância de 627 quilômetros da capital do estado. Possui uma área de 590 km².

### Hidrografia
- Rio Tietê
- Rio São José dos Dourados

### Rodovias
- SP-310

## Demografia

### População
| Crescimento populacional                             | Crescimento populacional | Crescimento populacional | Crescimento populacional |
| Ano                                                  | População Total          |                          | %±                       |
| ---------------------------------------------------- | ------------------------ | ------------------------ | ------------------------ |
| 1960                                                 | 6 923                    |                          | —                        |
| 1970                                                 | 8 766                    |                          | 26,6%                    |
| 1980                                                 | 5 361                    |                          | −38,8%                   |
| 1991                                                 | 7 205                    |                          | 34,4%                    |
| 2000                                                 | 7 365                    |                          | 2,2%                     |
| 2010                                                 | 7 435                    |                          | 1,0%                     |
| 2022                                                 | 7 355                    |                          | −1,1%                    |
| Est. 2024                                            | 7 466                    | [ 12 ]                   | 1,5%                     |
| Fontes: Censos Demográficos IBGE e Estimativas SEADE |                          |                          |                          |

## Política e administração
- Prefeito:  José Urbino dos Santos Neto (2025–2028)
- Vice-prefeito: Pastor Edson

## Infraestrutura

### Comunicações
O sistema de telefones automáticos foi inaugurado na cidade pela Companhia de Telecomunicações do Estado de São Paulo (COTESP) em 1974. Já o sistema de discagem direta à distância (DDD) foi implantado em 1989 pela Telecomunicações de São Paulo (TELESP), com o código de área (0187).

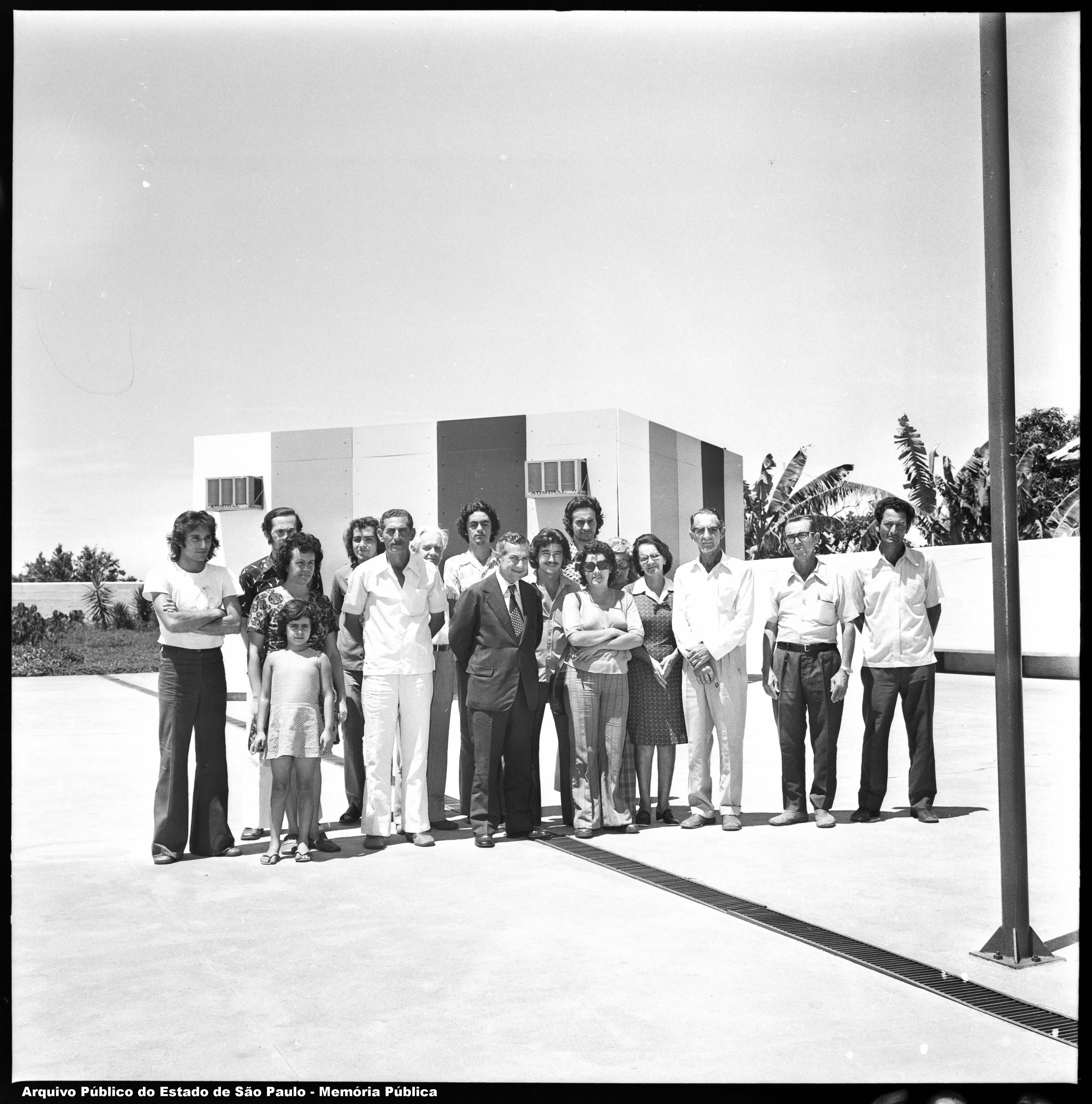
Central telefônica de Sud Mennucci (1975).

Na década de 90 o código DDD da cidade foi alterado para (018), para padronização do sistema telefônico com a telefonia celular que estava sendo implantada em todo o estado.
O município é pioneiro no Brasil no fornecimento de acesso wi-fi gratuito para a população.

## Religião
O Cristianismo se faz presente na cidade da seguinte forma:

### Igreja Católica
- A igreja faz parte da Diocese de Jales.[22]

### Igrejas Evangélicas
Entre as igrejas protestantes históricas, pentecostais e neopentecostais, encontram-se na cidade:
- Assembleia de Deus Ministério do Belém.[25][26]
- Congregação Cristã no Brasil.[27]